# 일본국유철도 EF13형 전기기관차
EF13형은 1944년(쇼와 19년)에 등장한 일본국유철도(등장 당시 운수통신성)의 직류전기기관차이다.
태평양 전쟁 중에 전시형 차량으로 개발된 전기기관차로 그 특이한 출신에 기인한 복잡한 변천과정을 거쳤다.

## 개요

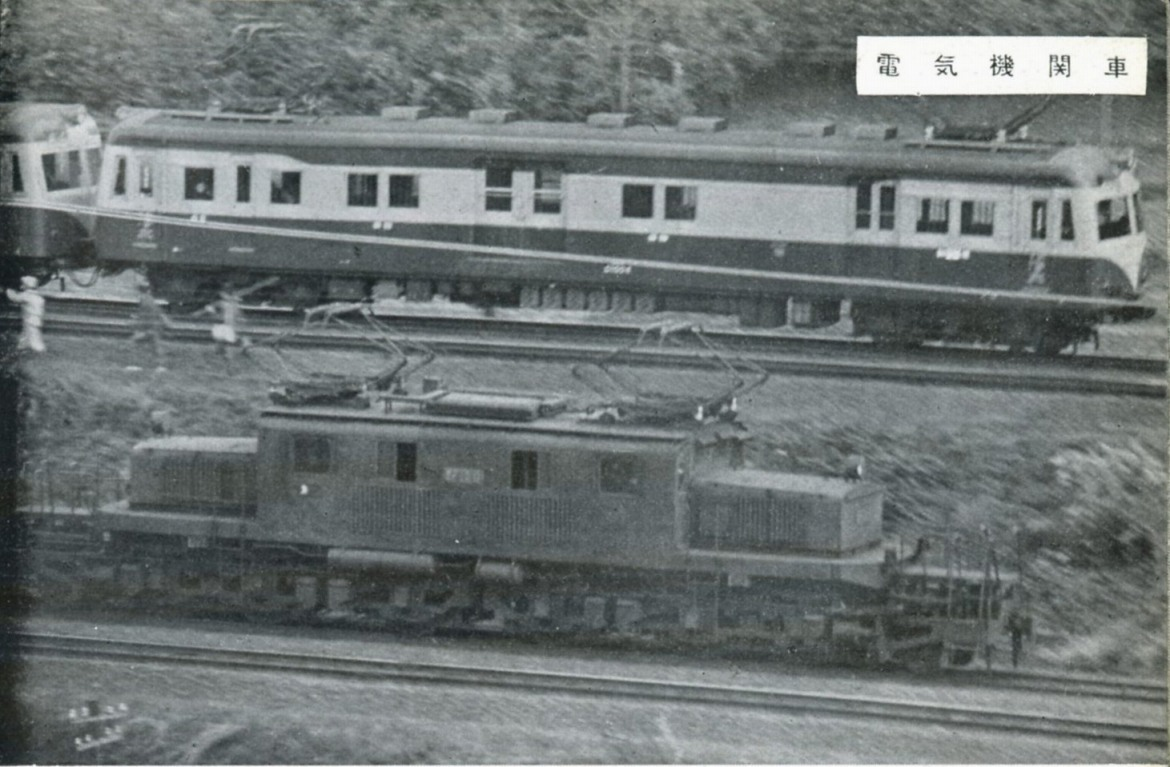
사진 앞쪽이 차체 교체 전의 EF13형 전기기관차. 뒤쪽은 80계 전철의 모유니81(モユニ81). 1950-1951년 사이 촬영됨

일본국유철도의 화물용 대형 전기기관차로는 1934년부터 EF10형 전기기관차가 41량 제조되었고 이어 1941년 출력을 증강한 EF12가 개발되었다. 그러나 군수수송에 대응하기 위한 수송력증강이 요구되는 한편, 전시 자재의 부족이 심각해지며 재래형의 기관차 생산자체가 곤란해져 EF12의 기능을 간략화한 대체기가 요구되었다. 이와 같은 상황을 배경으로 개발된 것이 전시형 기관차인 EF13이었다.

EF13형 기관차는 전시설계의 전형예로 당시의 전쟁기간 중을 버텨낼 수 있다면 좋다는 사상으로 설계되었다. 그 개념은 외견에서부터 일목요연하게 드러나 있다. 전전의 국철대형전기기관차는 양단선륜 위의 데크부분을 남겨 두고 동륜상부 부분을 하나로 한 상자형 차체를 표준으로 하였으나, EF13은 사용강재를 극한으로 생략하기 위해 차체전후의 보넷트 형태의 기관실, 중앙부의 짧은 차체를 갖추어 "철(凸)형"의 차체를 사용하였다. 
한편으로는 시국에 의해 적 항공기의 기총소사에 대비해 승무원실에는 방탄장비를 설비하였다. 승무원실 측면의 안쪽에 두께 13mm의 강판을 두르고 외벽과의 사이에 모래를 채워 넣었다.
전시의 자재부족에 의한 악영향은 내부의 모터나 통풍 기기, 보안 기기류의 배치, 장비와 함께 안전성을 희생한 간소한 설계를 취했다. 그 예 중 가장 극에 달한 것은 전자장비의 보호에 큰 효과가 있는 고속도 차단기를 자재 절감 때문에 생략하고 퓨즈로 대용한 것이다. 대차 프레임의 차축 지지 구조도 이전의 재래식 기관차라면 장비한 완충 부재 부분을 빼고 동력 전달축을 대차 프레임에 대해 직접 연결하였다. 이처럼 철저한 간소화를 실시했지만, 지나치게 철저히 부재를 생략한 결과 차중이 가벼워지고 동륜상 축중이 부족했기 때문에, 축중 확보 목적의 사중으로 16.4t에 달하는 콘크리트 블록을 달았다.
EF12의 최고 출력(1시간 정격 1,600kW)등의 성능을 떨어뜨리지 않겠다는 목표로 개발되고 명목상 동등한 성능으로 알려졌지만, 간이 설계나 대용 부재의 잦은 사용 등의 악영향으로부터 계획 성능의 달성에는 이르지 못하고 실용적 성능은 본래 약간 출력이 낮은 EF10형(1시간 정격 1,350kW)수준으로 평가됐다. 제어 계통에서는 약계자계단 제어를 사용하였으나 주전동기의 수명이 줄어든다는 이유로 이 기능은 63계 전철과 함께 사용 불가로 설정되었다. 조악한 구조에다 사고가 다발하고 가동률도 낮아 현장 직원에게는 악평을 샀고 "나무와 시멘트로 만든 기관차"라고 야유받았다.
1944년, 동경기관구 구내의 회장에서 새로운 전시형 차량의 전시회가 개최되었다. 전시형의 D52 증기기관차, 토키900형 무개화차와 함께 EF13형도 전시되었다. 시찰하기 위해 방문한 당시의 총리 도조 히데키가 "수명은 얼마정도인가?"라 묻자, 입회한 설계담당자 야야마 야스오(矢山康夫)는 곤혹스러워 했으나 바로 "대동아전쟁에서 이길 때까지는 버틸 수 있습니다."라 대답하여 그 자리를 넘겼다고 한다.
전시수송의 급증을 위해 간소화된 설계로 만들어졌으나 전쟁중 완성된 차량은 7량에 불과했다. 전후 1947년까지 제조가 계속되어 최종 31량이 제조되었으며 새롭게 개발된 EF15형 전기기관차가 증비되면서 본 형식의 제조는 종료되었다.

## 개조
1953년부터 1957년까지 제2차 개조로 총 31량의 EF13의 옛 철형 차체를 폐하고 역시 31량분 발생한 EF58의 옛 상자형 차체로 교체하는 작업이 단행되었다. 이는 차량 양 끝에 데크를 가진 상자형 차체에서 신조된 EF58 1차형이 새로이 반(半) 유선형 차체로 개조받아 남는 옛 차체로 실시된 것이다. EF58 1차분의 구형 차체 치수는 EF13에 전용할 수 있는 크기였지만 대차 간 치수가 달라 약간의 조정이 있었다. 이 개조에서 EF13은 외관상 보통의 상자형 차체를 가진 화물전기기관차로 면모를 갖추었다. 25호기만 타 기관차에 있는 측면 중앙부의 창문 1개가 없다.

EF13의 차량 번호와 EF13이 받은 EF58의 구형 차체 번호 조합에 대해서는, 우연히 일치한 5호기와 26호기 2량을 제외하고 공통이 아니다( 자세한 내용은 #EF13의 차량번호와 EF58의 차체번호의 조합을 참조). 한 가지 이유는 이 개조가 약 4년에 걸쳐 이루어졌기 때문이며 차체양도 당시 두 형식 모두 검사시기에 근접하는 차가 선정되었기 때문에 뒤죽박죽으로 이루어졌다. 이렇게 새로 개조된 EF13형은 운전실 칸막이 벽에 "EF58〇〇호에게 차체 양도받음", EF58은 "EF13〇〇호에 차체 양도"의 명판이 붙었다.

## 운용
도카이도 본선 등의 화물 열차 견인 외에 이미 전쟁 전에 고후까지 전철화된 주오 본선과 1947년에 전선 전철화된 조에쓰선에서는 저속을 전제한 경사선에서의 운용이므로 다른 화물용 기관차처럼 여객 열차 견인에도 쓰였다. 전후 혼란기의 조에쓰선 전선 전철화 이후 EF15형 증비이 진행되는 동안 조에쓰선 주력기였다. 1960년대 초반에는 신칸센 차량의 반입·회송에도 이용되었다.강판 코일 전용 열차 "코일 강관호(コイル鋼管号)"가 1969년 7월 1일부터 EF 13 25호기에 의해 운전되었다. 주오 본선에서는 1970년대 초까지 여객 열차 견인을 했고, 화물용 기관차여서 난방용 보일러와 전기 난방 전원이 없어 겨울에는 기관차 다음에 난방차를 연결하여 여객 열차 견인에 운용했다.
전시설계로, 종전후 조기 폐차될 차량이었으나 전후의 운송력부족에 의해 기관차수요가 증대하여 연명한 기관차이다. 정비개조를 받아 오랫동안 활용되며 도카이도 본선과 수도권 지역의 화물열차, 그리고 전술했듯이 주오 본선의 여객열차 견인에 활용되었다.
만년에는 수도권 각선의 화물 열차용으로 사용되고 있었지만, EF60형 등의 전입을 통해 1977년부터 폐차가 시작되었으며, 마지막 현역기였던 다치카와 기관구의 24호기도 1979년 2월 17일 마지막으로 운용에서 빠졌고 오랫동안 휴차중이었던 3호기도 1979년(쇼와 54년) 11월 폐차를 끝으로 전기 폐차되었다. 현재 보존되는 차량은 없다.

## EF13의 차량번호와 EF58의 차체번호의 조합
EF13의 차량번호와 EF58의 차체번호의 조합은 이하와 같다.
| EF13 | 1 | 2  | 3  | 4  | 5 | 6  | 7  | 8  | 9  | 10 | 11 | 12 | 13 | 14 | 15 | 16 | 17 | 18 | 19 | 20 | 21 | 22 | 23 | 24 | 25 | 26 | 27 | 28 | 29 | 30 | 31 |
| EF58 | 4 | 23 | 21 | 27 | 5 | 28 | 30 | 11 | 12 | 29 | 16 | 6  | 20 | 9  | 18 | 10 | 14 | 24 | 15 | 25 | 19 | 7  | 1  | 2  | 8  | 26 | 13 | 31 | 22 | 17 | 3  |

## 참고 문헌
- 藤崎一輝『仰天列車』（秀和システム、2006年） ISBN 4798015474

p195～p200에 본 기관차를 기술하였다.
- 電気車研究会『鉄道ピクトリアル』2006年12月号 No.783　特集 EF13・15・16型